# The Lords of Midnight
The Lords of Midnight è un videogioco di avventura e strategia creato da Mike Singleton e pubblicato nel 1984 da Beyond Software per ZX Spectrum. Il videogioco è stato convertito per Amstrad CPC e Commodore 64 nel 1985. Primo titolo della serie Lords of Midnight, fu seguito da Doomdark's Revenge (1985) per gli stessi computer e da Lords of Midnight (anche sottotitolato The Citadel, 1995) per MS-DOS.
Nel 1991 è stata realizzata una versione non ufficiale per DOS da Chris Wild, il cui codice sorgente è pubblicamente disponibile. Singleton e Wild hanno collaborato nella realizzazione dei remake di The Lords of Midnight e Doomdark's Revenge, di cui la Chilli Hugger Software ha pubblicato versioni per iOS, Android, BlackBerry OS, Mac OS X e Windows (2012-2013), con uno stile grafico simile all'originale.

## Accoglienza
È considerato uno dei migliori giochi degli anni 1980 da riviste come Crash!, Personal Computer Games e Zzap!64.
Ai Golden Joystick Awards 1984 vinse nella categoria "Miglior strategico".

## Eredità
Sorderon's Shadow del 1985, un'avventura testuale della Beyond per ZX Spectrum, trae ispirazione da The Lords of Midnight e Doomdark's Revenge per quanto riguarda le tecniche di generazione dei numerosi luoghi e panorami.
Diversi altri titoli per Spectrum, come Loads of Midnight e The Sundered Sword, traggono in qualche modo ispirazione da The Lords of Midnight.
Un editor non ufficiale per modificare il gioco per ZX Spectrum uscì nel 1985.
Nel 2018 è uscito il romanzo in inglese The Lords of Midnight tratto dal gioco, scritto da Drew Wagar e pubblicato da Fantastic Books Publishing.